# Fussballclub Strausberg e.V.
Fussballclub Strausberg e.V. é uma agremiação esportiva fundada em 1956, sediada em Strausberg, em Landkreis Märkisch-Oderland, em Brandemburgo. O clube é uma organização sucessora do ASG Strausberg.

## História

Histórico escudo da ASG

O clube de futebol foi fundado, em 1956, como Vorwärts Strausberg e tem jogado principalmente em ligas de futebol regional. Poucos anos após a reunificação alemã, em 1995, o clube foi recriado com o nome real, como o departamento de futebol do "KSC Strausberg", a associação de esporte local que tem como lema o respeito e a cultura.
A ASG conseguiu pela primeira vez em 1960, a inclusão na liga do Distrito de Frankfurt League, na qual devido à dissolução da segunda divisão, a DDR-Liga, acabou rebaixado.
Na temporada 1979-1980, o time se qualificou da Copa do Distrito de Frankfurt para a primeira rodada da Copa FDGB. Depois de uma vitória por 5 a 0 sobre Motor Stralsund, o clube falhou na segunda fase.
O campeonato distrital ocorreu em Strausberg até sua dissolução em 1991. Posteriormente adotou a denominação de KSC Strausberg e passou a disputar a liga nacional integrada de Brandemburgo.
O logotipo do clube representa um avestruz jogando futebol jogando envolto em um escudo. É uma paródia do brasão de armas da cidade.